# Aixam

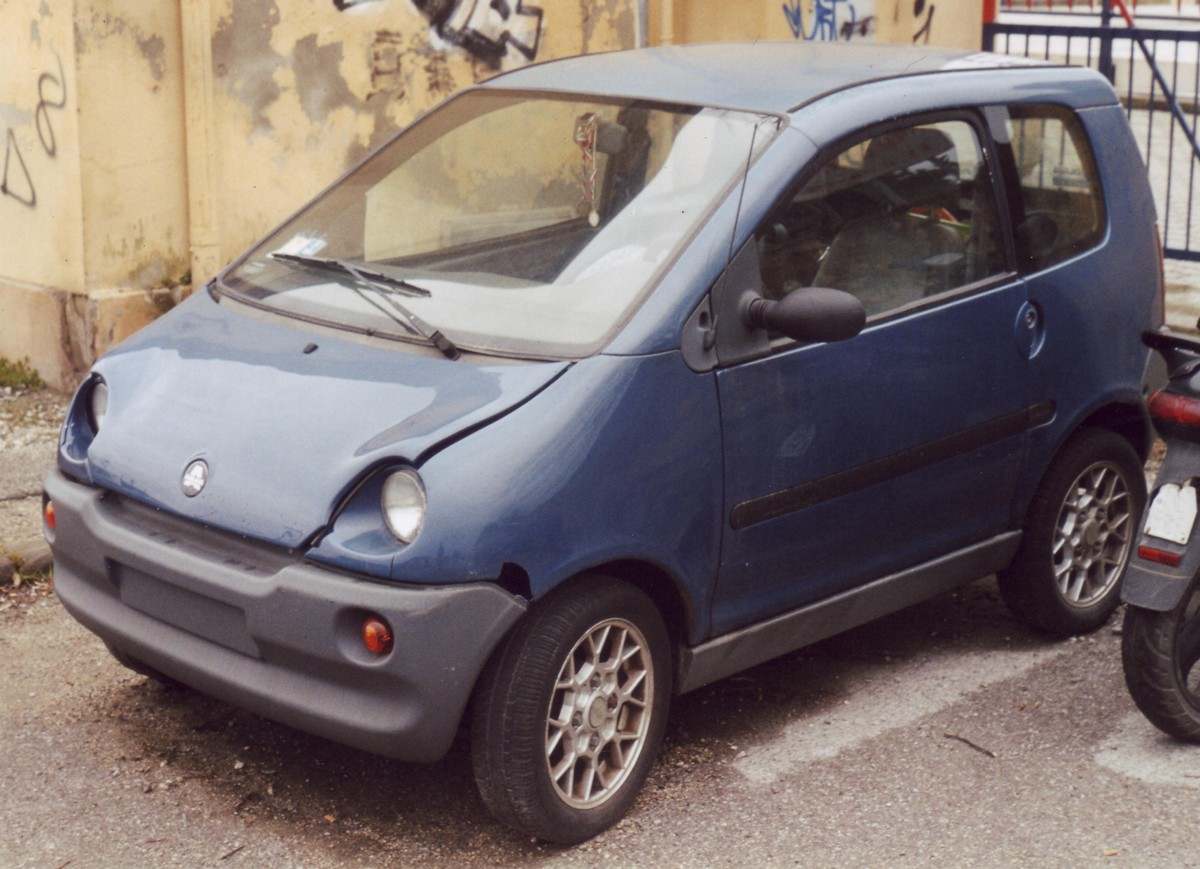
Aixam 400.

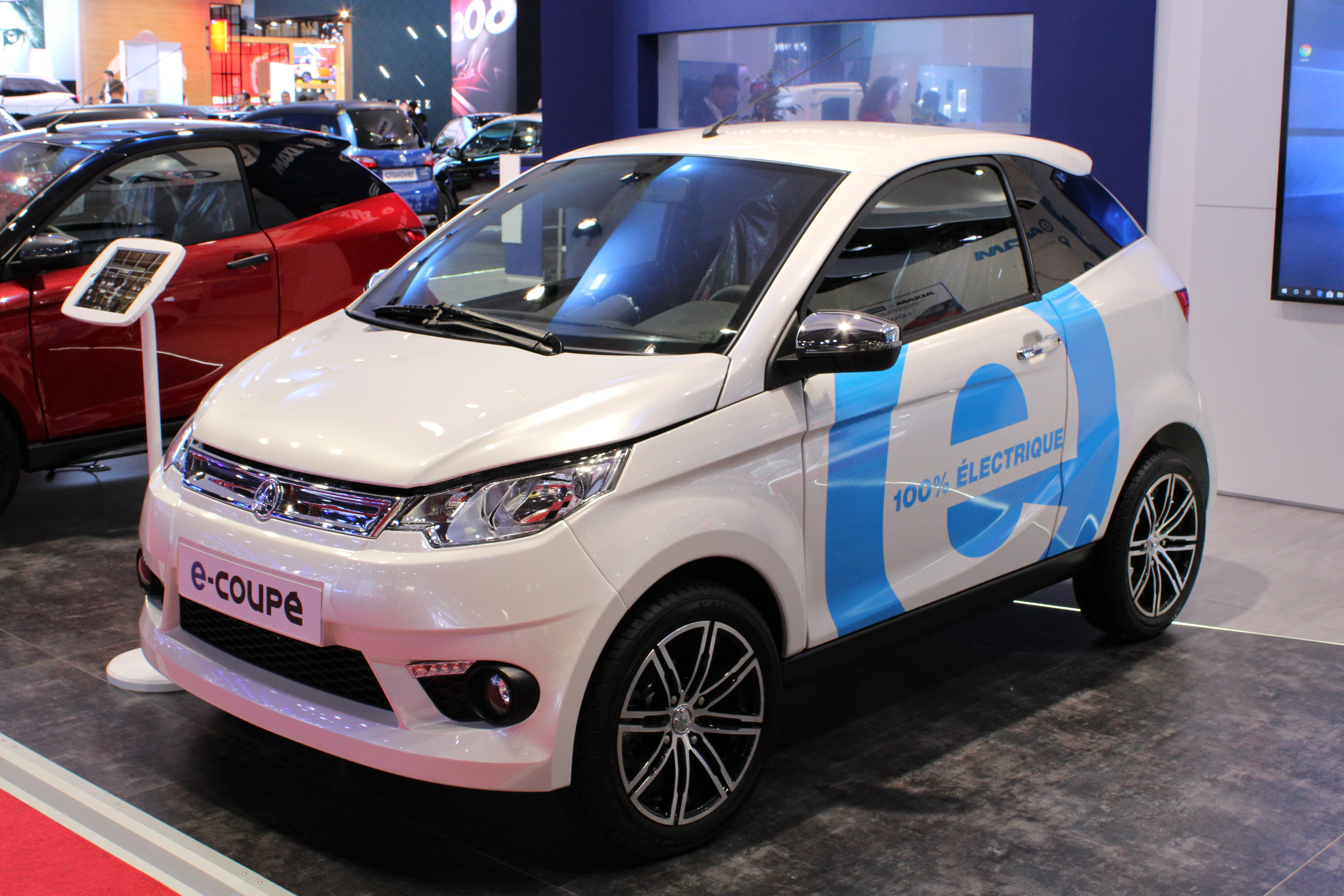
Aixam e-Coupe.

Aixam - Mega es un fabricante francés de automóviles diésel y eléctricos, situado en Aix-les-Bains. Se fundó en 1983 para fabricar microcoches en la antigua fábrica de AROLA, cuando esta empresa cayó. 
En 1992 comenzaron a fabricar un conjunto de coches de medida estándar bajo la marca Mega, pero en 2002 esta marca se comenzó a utilizar únicamente a las microfurgonetas diésel y eléctricas.
Una diferencia notable es que algunos de los modelos más pequeños pueden ser conducidos sin permiso de conducir, ya que están clasificados como cuadriciclo (ciclomotor).
Es un error decir que pueden ser conducidos sin permiso de conducir, pues requiere el permiso de la clase AM, el de ciclomotores y cuadriciclos, lo que antiguamente era la Licencia de Ciclomotores, obteniéndose con un examen teórico y otro práctico en circuito cerrado al tráfico, realizando maniobras de equilibrio y destreza con un ciclomotor de 2 ruedas o con un cuadriciclo un aparcamiento en línea y un cambio de sentido en calle estrecha que requiera marcha atrás.
Aixam-Mega es actualmente (2005) el mayor fabricante europeo de coches sin carnet. Sus productos están disponibles en Alemania, Austria, Bélgica, Finlandia, Grecia, Holanda, Italia, Lituania, Noruega, Portugal, España, Suecia, Suiza y el Reino Unido.
La multinacional Polaris Ind. fabricante de vehículos, motocicletas, entre otros, en su línea expansiva en abril de 2013 adquirió el 100% de la más popular empresa de fabricación de cuadriciclos ligeros y pesados Aixam - Mega.

## Modelos actuales
- Aixam Berlinas (City, Coupé, Crossline y Crossover)
- Aixam D-Truck (camioneta)
- eAixam berlinas (versiones eléctricas)
- eDtruck (camionetas eléctricas)
- Aixam Minauto (versiones low cost del fabricante Aixam)

## Modelos anteriores
- Aixam MAC
- Mega Concept
- Mega Monte Carlo (deportivo)
- Mega Track (deportivo)
- Aixam 400
- Aixam 300
- Aixam 400.4
- Aixam 500.4
- Aixam Roadline

## Otros productores de microcoches
- Chatenet
- Grecav
- JDM
- Microcar
- Ligier
- Piaggio
- Minauto
- casalini